# Adagio for Strings (chanson)
Singles par Tiësto
Love Comes Again
(2004) UR / A Tear In The Open
(2005)
Pistes de Just Be
Just Be
Adagio for Strings est une chanson du disc jockey, compositeur et producteur néerlandais Tiësto, reprise d'une composition de Samuel Barber, Adagio pour cordes. Extrait de l'album Just Be, le single est sorti en avril 2005.

## Formats et liste des pistes

### CD, Maxi Singles
Australie, Nouvelle-Zélande, Suède, États-Unis Maxi-single
1. "Adagio For Strings" (Radio Edit)–3:28
2. "Adagio For Strings" (Original LP Version)–9:33
3. "Adagio For Strings" (Danjo & Styles Remix) - 11:22
4. "Adagio For Strings" (Fred Baker Remix) - 8:18
5. "Adagio For Strings" (Phynn Remix) - 7:09

Allemagne, États-Unis Maxi-single
1. "Adagio For Strings" (Radio Edit)–3:25
2. "Adagio For Strings" (Original Mix)–9:35
3. "Adagio For Strings" (Fred Baker Remix) - 7:11
4. "Adagio For Strings" (Danjo & Styles Remix) - 11:31
5. "Adagio For Strings" (Phynn Remix) - 8:26
6. "Adagio For Strings" (video) - 3:31

- Includes a photo gallery and an interview taken from the DVD Tiësto In Concert 2.

### 12" Vinyle
Independence Records, Universal Licensing Music (ULM) 12" Vinyle
1. "Adagio For Strings" (Original Album Version)–7:23
2. "Adagio For Strings" (Radio Edit)–3:47

Nebula, Magik Muzik, Media Records 12" Vinyle
1. "Adagio For Strings" (Original LP Version)–9:33
2. "Adagio For Strings" (Fred Baker Remix)–7:11

Nebula, Magik Muzik, Nettwerk America 12" Vinyle
1. "Adagio For Strings" (Danjo & Styles Remix)–11:24
2. "Adagio For Strings" (Phynn Remix)–8:18

## Classement par pays
| Classement (2005)             | Meilleure position |
| ----------------------------- | ------------------ |
| Australie Classement single   | 54                 |
| Canada Classement single      | 11                 |
| Finlande Classement single    | 12                 |
| Irlande Classement single     | 20                 |
| Allemagne Classement single   | 41                 |
| Royaume-Uni Classement single | 37                 |

## Version officielles
- Just Be Album Version (7:23)
- Parade of the Athletes Album Version (5:57)
- Parade of the Athletes: Unmixed Album Version (9:34)
- Danjo & Styles Remix (11:31)
- Fred Baker Remix (7:11)
- Music Video (3:31)
- Original Mix (9:35)
- Phynn Remix (8:26)
- Radio Edit (3:25)
- Wrongun! Remix (7:55)

## Historique de sortie
| Pays                          | Date             | Label                           | Format                                     | Catalogue         |
| ----------------------------- | ---------------- | ------------------------------- | ------------------------------------------ | ----------------- |
| Pays-Bas                      | 14 avril 2005    | Magik Muzik                     | vinyle, 12"                                | Magik Muzik 823-5 |
| Pays-Bas                      | 14 avril 2005    | Magik Muzik                     | vinyle, 12"                                | Magik Muzik 824-5 |
| France                        | janvier 2005     | Independence Records            | vinyle, 12", Picture Disc                  | IR 0431 V         |
| France                        | janvier 2005     | Universal Licensing Music (ULM) | vinyle, 12", Picture Disc                  | 982 570-4         |
| Royaume-Uni                   | 11 avril 2005    | Nebula                          | vinyle, 12"                                | NEBT068           |
| Royaume-Uni                   | 11 avril 2005    | Nebula                          | vinyle, 12"                                | NEBTX068          |
| Royaume-Uni                   | 5 avril 2005     | Nebula                          | CD, Maxi-Single, Enhanced                  | NEBCD068          |
| Royaume-Uni                   | 2005             | Nebula                          | Vinyl, 12", Promo                          | NEBDJ068          |
| Royaume-Uni                   | 27 décembre 2007 | Wrongun                         | vinyle, 12", Face single                   | WRONGUN004        |
| Allemagne                     | 14 avril 2005    | Kontor Records                  | CD, Maxi-Single, Enhanced, Limited Edition | Kontor446         |
| Allemagne                     | 14 avril 2005    | Kontor Records                  | vinyl, 12"                                 | Kontor446         |
| Allemagne                     | 14 avril 2005    | Kontor Records                  | vinyl, 12"                                 | Kontor444         |
| Allemagne                     | 14 avril 2005    | Kontor Records                  | vinyl, 12"                                 | Kontor445         |
| Allemagne                     | 2 mai 2005       | Edel Distribution GmbH          | CD, Maxi-Single, Enhanced, Limited Edition | 0159815KON        |
| Allemagne                     | 2 mai 2005       | Edel Distribution GmbH          | vinyle, 12"                                | 0159815KON        |
| États-Unis                    | 10 mai 2005      | Nettwerk America                | CD, Maxi-Single                            | 0 6700 33252 2 6  |
| États-Unis                    | 10 mai 2005      | Nettwerk America                | vinyle, 12"                                | 0 6700 33250 1 1  |
| États-Unis                    | 10 mai 2005      | Nettwerk America                | vinyle, 12"                                | 0 6700 33251 1 0  |
| Suède                         | 2005             | Playground Music Scandinavia    | CDr, Promo                                 | none              |
| Australie et Nouvelle-Zélande | 2005             | Central Station                 | CD, Maxi-Single                            | CSR CD5 0475      |
| Italie                        | avril 2005       | Media Records                   | vinyl, 12"                                 | MR 2020           |